# 中山泰 (政治家)
中山 泰（なかやま やすし、1960年〈昭和35年〉1月16日 - ）は、日本の総務官僚、政治家。京都府京丹後市長（5期）。
沖縄開発庁長官秘書官、経済産業省大臣官房企画官、内閣府総合規制改革会議事務室次長、一般社団法人地方創生戦略機構代表理事などを歴任した。

## 来歴

### 生い立ち
京都府峰山町（現・京丹後市）出身。峰山町立峰山中学校、天理高等学校卒業。1985年（昭和60年）3月、京都大学経済学部卒業。京都大学野球部に所属。

### 総務官僚として
1985年4月、総理府の外局である総務庁に入庁。以後、1989年 科学技術庁科学技術振興局研究交流課専門職、1991年 総務庁行政管理局行政情報システム企画課係長、1992年 総務庁行政管理局行政手続法制定準備室室長補佐、1994年 総務庁行政管理局副管理官、1996年 沖縄開発庁沖縄総合事務局総務部人事課長、1998年野中広務沖縄開発庁長官秘書官、2001年 経済産業省大臣官房企画官兼製造産業局人間生活システム企画チーム長・デザイン政策チーム長、2002年 内閣府総合規制改革会議事務室次長などに在籍する。

### 政治家として
2004年（平成16年）4月1日、峰山町、大宮町、網野町、丹後町、弥栄町、久美浜町の6町が合併し京丹後市が誕生する。これに伴って5月16日に行われた京丹後市長選挙に自民党・公明党の推薦を得て出馬。民主党の推薦を得た網野町長の浜岡六右衛門、日本共産党の推薦を得た石井内海らを破り初当選を果たした（中山：18,800票、浜岡：17,703票、石井：6,170票）。投票率は85.24％だった。2008年（平成20年）、2期目の当選。2010年（平成22年）8月、全国青年市長会会長に就任（1年間）。2012年（平成24年）、3期目の当選。4選を狙うも、2016年（平成28年）の市長選では元市議会議長の三崎政直との一騎討ちに敗れ落選。
2017年（平成29年）10月22日に行われる第48回衆議院議員総選挙において、京都5区から出馬する意向であることが報じられた。中山は自民党員であったが同選挙では自民党公認を得ることができず無所属で立候補。自由民主党公認で元府議の本田太郎に敗れて、次点となり落選した。
2020年（令和2年）4月26日に行われた市長選で、現職の三崎、前市議会議長の松本経一らを破り返り咲き当選を果たした。同年より、情報経営イノベーション専門職大学の情報経営イノベーション学部にて超客員教授を兼任した。
2024年（令和6年）4月14日、無投票で5選。